# Jorginho Pinheiro
Jorginho Pinheiro pseudonimo di Jorge Eduardo de Freitas Pinheiro (24 maggio 1960) è un ex giocatore di calcio a 5 brasiliano.

## Carriera
Utilizzato nel ruolo di esterno, Jorginho Pinheiro ha giocato a livello di club nel Atlântica Boa Vista di Rio de Janeiro. Nel 1982, con la nazionale brasiliana, ha disputato il primo campionato mondiale vinto proprio dalla Seleção. 